# 心叶蛇根草
心叶蛇根草（学名：Ophiorrhiza cordata）是茜草科蛇根草属的植物，是中国的特有植物。分布于中国大陆的广西等地，见于林下，目前尚未由人工引种栽培。
种名cordata意为心形的，指叶子的形状为心形。